# Campeonato Mundial de Ciclismo em Estrada de 1950

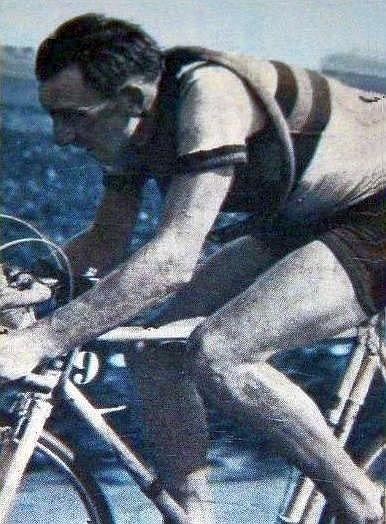
Campeão mundial em corridas de estrada profissionais, Briek Schotte

Os Campeonatos do mundo de ciclismo em estrada de 1950 celebrou-se na localidade belga de Moorslede a 19 e 20 de agosto de 1950.

## Resultados
| Evento                     | Ouro                    | Ouro       | Prata                           | Prata    | Bronze                 | Bronze   |
| -------------------------- | ----------------------- | ---------- | ------------------------------- | -------- | ---------------------- | -------- |
| Provas masculinas          |                         |            |                                 |          |                        |          |
| Homens - carreira em linha | Briek Schotte · Bélgica | 7h 49' 54" | Theo Middelkamp · Países Baixos | + 1' 01" | Ferdi Kübler · Suíça   | + 1' 48" |
| Amador - carreira em linha | Jack Hoobin · Austrália | 4h 29' 24" | Robert Varnajo · França         | -        | Alfio Ferrari · Itália | -        |